# Пламвуд (Огайо)
Пламвуд (англ. Plumwood) — переписна місцевість (CDP) в США, в окрузі Медісон штату Огайо. Населення — 257 осіб (2020).

## Географія
Пламвуд розташований за координатами 40°0′32″ пн. ш. 83°24′53″ зх. д. / 40.00889° пн. ш. 83.41472° зх. д. (40.008792, -83.414812).  За даними Бюро перепису населення США в 2010 році переписна місцевість мала площу 1,61 км², уся площа — суходіл.

## Демографія
Згідно з переписом 2010 року, у переписній місцевості мешкало 319 осіб у 108 домогосподарствах у складі 85 родин. Густота населення становила 198 осіб/км².  Було 120 помешкань (75/км²).
Расовий склад населення:
| - 96,9 % — білих - 0,3 % — азіатів |

До двох чи більше рас належало 2,8 %. Частка іспаномовних становила 1,3 % від усіх жителів.
За віковим діапазоном населення розподілялося таким чином: 29,5 % — особи молодші 18 років, 60,2 % — особи у віці 18—64 років, 10,3 % — особи у віці 65 років та старші. Медіана віку мешканця становила 36,7 року. На 100 осіб жіночої статі у переписній місцевості припадало 118,5 чоловіків;  на 100 жінок у віці від 18 років та старших — 100,9 чоловіків також старших 18 років.
Середній дохід на одне домашнє господарство  становив 47 898 доларів США (медіана — 39 659), а середній дохід на одну сім'ю — 60 396 доларів (медіана — 43 750). За межею бідності перебувало 6,2 % осіб, у тому числі 16,7 % дітей у віці до 18 років та 0,0 % осіб у віці 65 років та старших.
Цивільне працевлаштоване населення становило 103 особи. Основні галузі зайнятості: виробництво — 24,3 %, освіта, охорона здоров'я та соціальна допомога — 18,4 %, роздрібна торгівля — 16,5 %.